# Jubba
Pour l’article ayant un titre homophone, voir Juba.
Le Jubba est un fleuve de l'Éthiopie et du sud de la Somalie qui se jette dans l'océan Indien.

## Géographie
Le Jubba prend sa source en Éthiopie où il porte le nom de Ghenale. La faune naturelle de la région comprend des girafes, des panthères, des lions, des léopards, des hyènes, des buffles, des hippopotames, des crocodiles, des éléphants, des gazelles et autres animaux sauvages. La zone a le taux d'humidité le plus élevé de Somalie, et le fleuve a débordé en 1960 (en causant de nombreux morts), en 1997 et en mai 2005.
Le fleuve a donné son nom aux régions administratives somaliennes moins connues comme le Moyen-Jubba et le Bas-Jubba, mais aussi à la plus grande région, historique, du Jubaland. Le fleuve passe par de nombreuses villes comme Doollow, Luuq, Buurdhuubo, Beledhawo, Bardera, Saakow et Goobweyn près de Kismaayo.
Le cours du fleuve a été exploré dans la seconde moitié du XIXe siècle par Richard Brenner, Clemens Denhardt ou Gustav Adolf Fischer.

## Débit

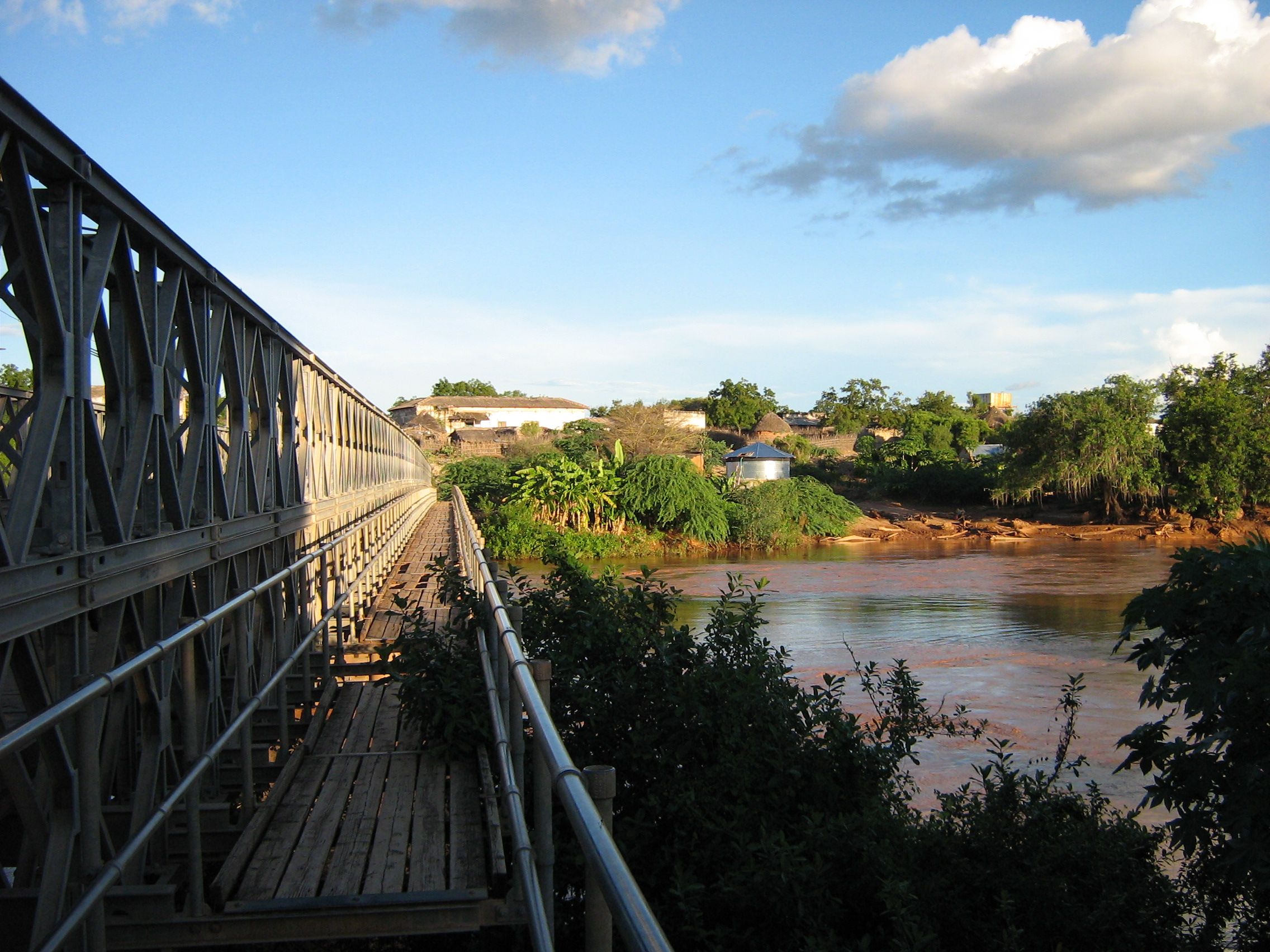
Fleuve Jubba, à Bardera.

D'après AQUASTAT, le débit moyen du Jubba est de 187 mètres3/s au niveau de la frontière entre l'Éthiopie et la Somalie (c'est-à-dire 5,9 kilomètres3/an).